# Minami-no-seto
Minami-no-seto är ett sund i Antarktis. Det ligger i Östantarktis. Norge gör anspråk på området.